# Stenodontus reichli
Stenodontus reichli är en stekelart som beskrevs av Diller och Schonitzer 1998. Stenodontus reichli ingår i släktet Stenodontus och familjen brokparasitsteklar. Inga underarter finns listade i Catalogue of Life.